# Boletobiinae
Boletobiinae su potfamilija moljaca iz porodice Erebidae, koja sadrži oko 956 vrsta. Takson je opisao Ahil Guene 1858. godine.

## Taksonomija
Filogenetskom analizom utvrđeno je da nekoliko podfamilija porodice Erebidae koje su predložene u entomološkoj literaturi od 2005. godine, uključujući Araeopteroninae, Aventiinae, Boletobiinae, Eublemminae, i Phytometrinae, zajedno čine snažno podržanu kladu kao agregirana potfamilija Boletobiinae. Grupacije rodova na nivou plemena u okviru ove proširene potfamilije Boletobiinae su tema kontinuiranog proučavanja.

## Rodovi
- Abacena
- Acremma
- Aglaonice
- Allerastria
- Araeopteron
- Autoba
- Bandelia
- Calymma
- Cecharismena
- Cerynea
- Condate
- Corgatha
- Enispa
- Enispodes
- Euaontia
- Eublemma
- Eublemmoides
- Glympis
- Hemeroplanis
- Hiccoda
- Homocerynea
- Homodes
- Honeyania
- Hormoschista
- Hypenagonia
- Hypersophtha
- Hyperstrotia
- Hyposada
- Isogona
- Janseodes
- Laspeyria
- Lopharthrum
- Mataeomera
- Metachrostis
- Metaemene
- Metalectra
- Micraeschus
- Mursa
- Mycterophora
- Nychioptera
- Odice
- Ommatochila
- Oruza
- Parascotia
- Parolulis
- Phytometra
- Prolophota
- Proroblemma
- Prosoparia
- Pseudcraspedia
- Raparna
- Rhypagla
- Sophta
- Spargaloma
- Tamba
- Taraconica
- Trisateles
- Zurobata